# Paste di meliga
Le paste di meliga (in piemontese paste 'd melia) sono un biscotto frollino tipico del Piemonte, in particolare delle Valli di Lanzo, del cuneese, del comune di Genola, del biellese e bassa Val di Susa. 
Sono dolci a base di farina di frumento, farina di antico mais piemontese (melia o meria in piemontese), burro, zucchero, miele, uova e scorza di limone.

## Storia
Di origine antica, si vuole che siano nati per necessità di fronte ad un cattivo raccolto che aveva fatto salire alle stelle il prezzo del frumento. I fornai cominciarono quindi a mescolare il fior di farina (oggi definito farina 00) con il frumento di mais, cioè con la farina ricavata dal mais macinata finissima, del tipo non utilizzabile per la polenta ma destinata a confezionare dolci. La peculiarità della macinazione molto fine favorisce la realizzazione di un biscotto dal gusto particolarmente definito e di struttura molto friabile.

## Produzione
Le paste di meliga sono dolci tipici della zona del Cuneese, in particolare del Monregalese, cioè di Mondovì e del comune di Genola, ma sono diffuse anche in altre zone del Torinese (in particolare in Val Susa, Val Cenischia, Val Chisone) e in provincia di Biella.
Si distinguono, tra le altre, le paste 'd melia 'd Sant'Ambreus a Sant'Ambrogio di Torino, le paste di Pamparato e quelle di Sanfront e Barge. Queste ultime prendono il nome di “batiaje”, poiché era tradizione offrirle quando si faceva battezzare un neonato (fé batié in lingua piemontese). 
Le paste di meliga di Pamparato sono più note come biscotti di Pamparato.

### Certificazioni
La regione Piemonte ha conferito alle paste di meliga la certificazione PAT nel 1999.

Le paste di meliga del monregalese sono un presidio Slow Food; i produttori certificati sono sette:
- L'angolino di Giovanna Chionetti
- Pasticceria Cagna
- Monica Chinea
- La Nicchia dei Sapori
- Margherita Quaglia
- Michelis
- La cantina con gli antichi sapori

## Formati
Le paste di meliga sono un dolce semplice e facilmente confezionabile in ambito domestico. È ugualmente facile apportare qualche variazione.
I formati più comuni sono tondi o rettangolari, hanno una dimensione di 7-10 cm di diametro o 10-12 di lunghezza e un peso di 10-20 grammi. Vengono disposte sulle placche da forno schiacciando la pasta fuori da una siringa da pasticciere con la bocchetta a stella, che lascia sul biscotto caratteristiche striature.
Affini alle paste di meliga sono le lose della Valle di Susa, dove assieme alla farina di mais si usano anche le armelline e l'albume d'uovo.

## Diffusione
Le paste di meliga sono passate da dolce fatto in casa a frollino da prima colazione, prodotto industrialmente.
In molti casi, tuttavia, la resa a livello industriale non è risultata soddisfacente, al punto che si sta cercando di tutelare in qualche modo il prodotto artigianale.
Le paste di meliga prodotte dai soci del "Consorzio delle Paste di Meliga del Monregalese" sono considerate un presidio Slow Food e ne è stata messa a punto una filiera che ne garantisca la qualità.

## Abbinamenti consigliati[5]
- Tradizionalmente le paste di meliga si gustano da sole o con lo zabaione.
- Altrettanto antico è l'uso di mangiarle con un bicchiere di vino passito, di moscato o di dolcetto, nel quale spesso vengono inzuppate.
- La tradizione vuole anche che Cavour finisse il pasto sempre con 2 paste di meliga e un goccio di barolo chinato[6].

## Eventi e Manifestazioni

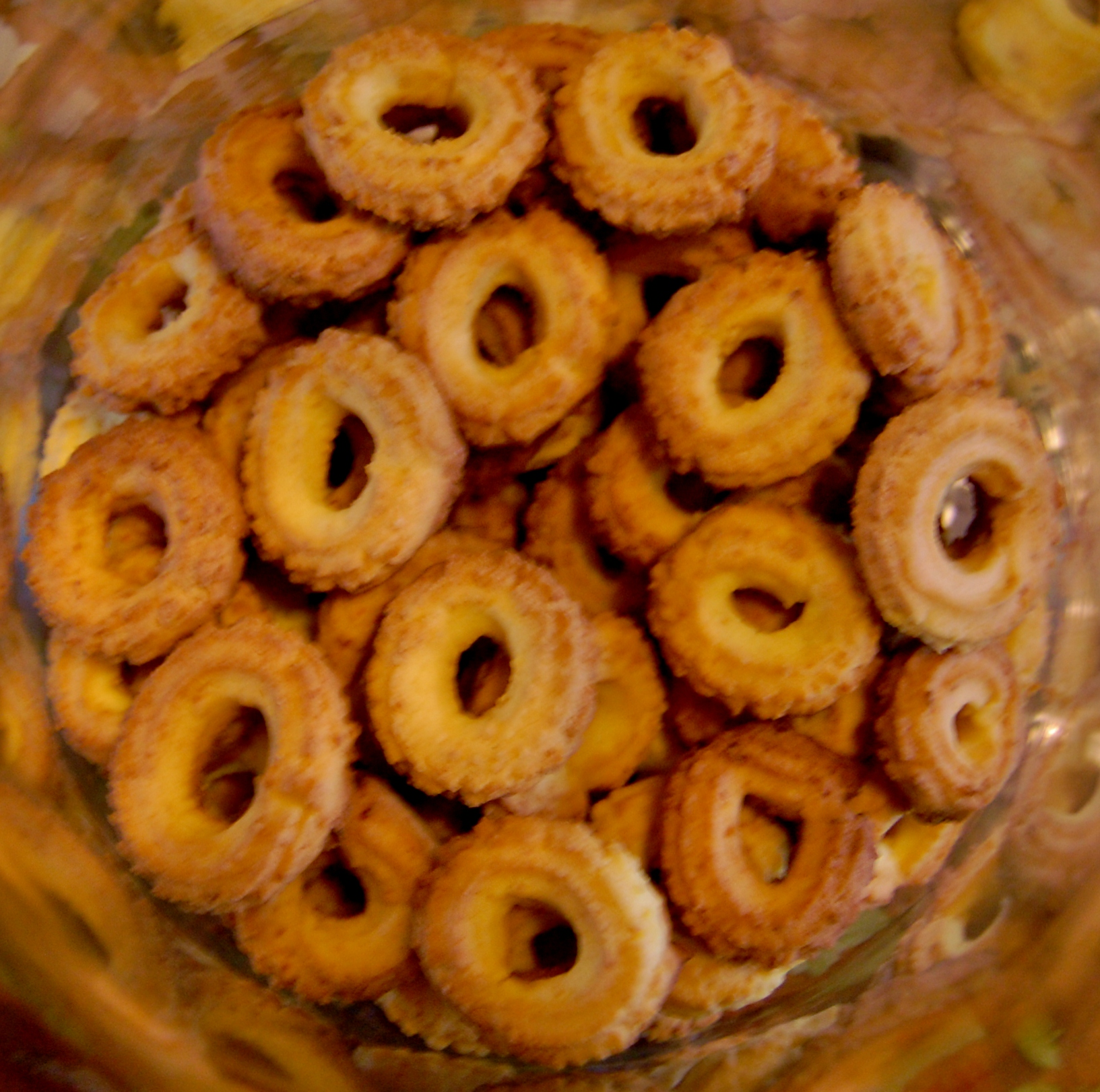
Paste 'd Melia 'd Sant'Ambreus (Sant'Ambrogio di Torino)

Tra gli eventi e le manifestazioni legate alle paste di mliga si ricordano:
- Meliga Day a Sant'Ambrogio di Torino, sagra delle paste 'd Melia 'd Sant'Ambreus edizione regionale, ogni anno nell'ultimo fine settimana di settembre (venerdì, sabato e domenica)[5].